# Porsche PFM 3200

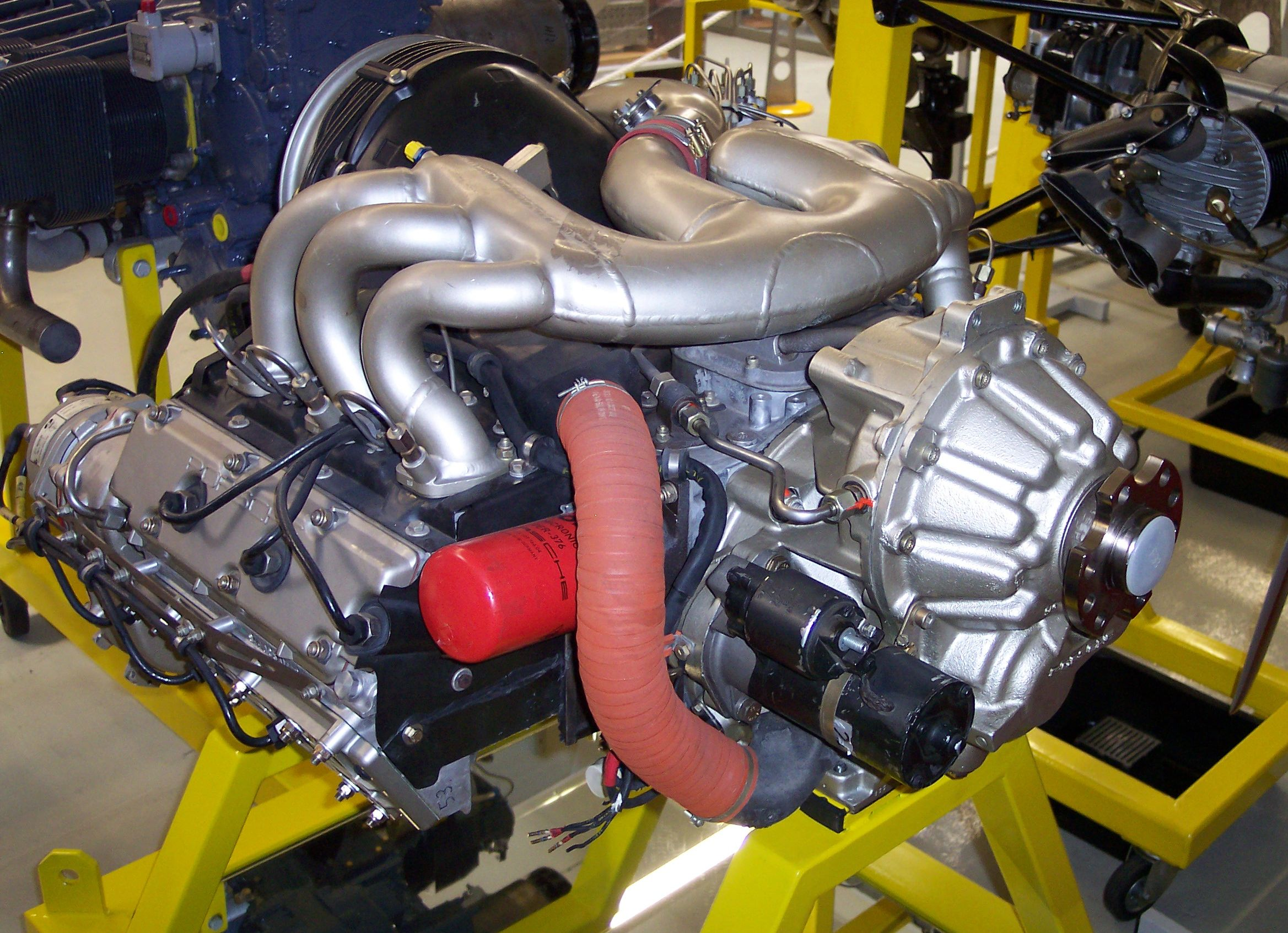
Внешний вид Porsche PFM 3200

Porsche PFM 3200 — 6-цилиндровый серийный авиационный двигатель, максимальной мощностью 162 кВ (220 л.с.). Разработан компанией Porsche для одномоторных самолетов с максимальной взлётной массой в 2 тонны. Им оснащены самолеты преимущенственно производства компаний Apex Aircraft, Mooney und Cessna.
Аббревиатура PFM в названии двигателя расшифровывается как нем. Porsche Flugzeugzeug Motor (Авиационный мотор Порше), а число 3200 является принятым в Германии округлением объёма цилиндров.

## Предыстория
Уже в 1955 году компания Порше производила авиационные двигатели на базе 1,6-литрового автомобильного, используемого в легендарной спортивной модели автомобиля Porsche 356. В 1981 году конструкторское бюро Porsche получило задание разработать более мощный, но в то же время нешумный, легко управляемый двигатель с особо низким уровнем потреблением топлива.

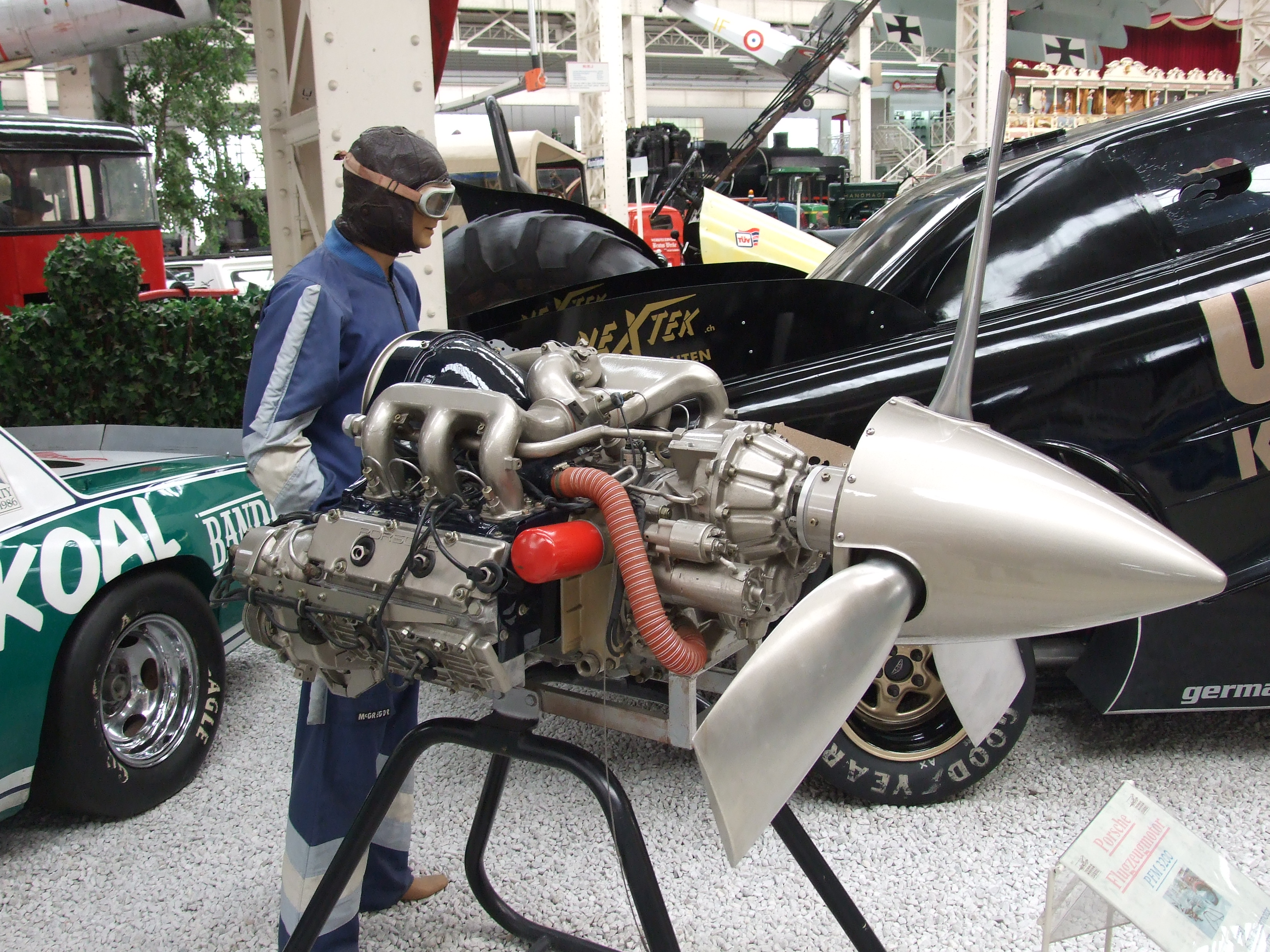
Мотор в Музее техники города Шпайер

Двигатель на базе шестицилиндрового оппозитного «боксер-мотора», используемого в модели спортивного автомобиля Porsche 911, разрабатывался с 1981 по 1985 годы и был предназначен для спортивных и бизнес-самолётов. Шестицилиндровый двигатель объёмом 3164 куб.см. развивал 260 л.с. и 210 л.с. для атмосферной версии. Так как автомобильные двигатели имеют скорость вращения вала выше, чем у обычных авиадвигателей, то для привода на обычный авиационный винт пришлось использовать понижающий редуктор 0,442:1.
Первый испытательный кругосветный полет с новым мотором Porsche на одномоторном самолете Mooney 201 (пилоты Михаэль Шульц и Ганс Камник) стартовал 10 июля 1985 года с аэродрома Дунауэшингев-Виллинген (Баден-Вюртемберг) и завершился 16 января 1986 на том же аэродроме. За 600 полетных часов самолет преодолел 100.000 километров. При этом было совершено 300 взлетов-посадок. Наиболее длинный «нон-стоп» участок равнялся 4200 км — от Хило (Гавайи) до Мохаве (Калифорния), полет по нему длился 15 ч. 20 мин.

## Технические данные
| Основные позиции  | Показатели                                                                                                   |
| ----------------- | --- |
| компоновка        | 6-цил. оппозитный двигатель                                                                                  |
| Охлаждение        | воздушное |
| материал          | сплавы алюминия                                                                                              |
| коленвал          | 2 шт., расположены сверху                                                                                    |
| смазка            | сухая |
| объем             | 3164 см³ |
| мощность          | 220 л.с. при 5300 об/мин                                                                                     |
| Диаметр цилиндров | 95 мм |
| Ход поршня        | 74.4 мм |
| Степень сжатия    | 8,5:1 T 03                                                                                                   |
| Подача топлива    | 2 элект. насоса K-Jetronic, автомат.регулировка смеси. Формула «best power» и «best economy» на всех высотах |
| Зажигание         | 2 комплекта, электронное управление и пуск                                                                   |
| Электрика         | 2 независимых генератора с мех.приводом, вых. напряжение: 24 V, 35 V, 55 V и 70 A                            |
| Топливо           | AVGAS 100 LL или MOGAS DIN 51600S                                                                            |
| Редуктор          | передаточное число 0,442 : 1                                                                                 |
| Сухой вес         | 200 кг, включая системы зажигания, впрыск, выхлопное устройство, масляный радиатор и бак                     |
| Размеры (мм)      | (Д:Ш:В) 950 × 850 × 605 (без выхлопной трубы)                                                                |

## На рынке
Вопреки техническим преимуществам, PFM 3200 не смог достичь ожидаемых успехов на рынке США, на который он был рассчитан.
Оснащение самолетов моторами с низким уровнем потребления топлива в Америке не считалось преимуществом и не выглядело в глазах потенциальных клиентов привлекательным.
К тому же система магнитного зажигания, используемая в Порше, была рассчитана на приводимый от мотора электрогенератор. Если генератор по какой-либо причине в полёте отказывал, самолет мог лететь дальше не более одного часа. Обычные же системы магнитного зажигания были построены по принципу самостоятельно работы, независимо от двигателя. Поэтому в 1990 производство двигателя было приостановлено.
Это повлекло за собой выплату немалых компенсаций в США, которые основаны на законодательно закрепленным принципе долгосрочного обслуживания и поставки запасных частей. В 2005 г. фирма Порше решила полностью отказаться от дальнейшей поставки данных моторов. Оставшиеся неиспользованными комплектующие детали были отданы другим моделям. А уже готовые самолеты, оснащенные им, было решено в крайнем случае целиком выкупить. Это повлекло за собой миллионные убытки концерна.
Поэтому проект был оценен как не успешный и в 2005 году был закрыт. 